# Regenrückhaltebecken Oberwiesenfeld
Das Regenrückhaltebecken Oberwiesenfeld ist ein Regenrückhaltebecken in München.

## Beschreibung
Das Regenrückhaltebecken Oberwiesenfeld wurde 1973 errichtet und liegt im Olympiapark, westlich des Olympiabergs. Es hat ein Speichervolumen von 80.000 m³. In 7,5 Metern Tiefe liegen dort sieben 120 Meter lange und 22 Meter breite Regenrückhaltebecken, die bei Bedarf geflutet werden.
Um die Kanalisation zu entlasten, werden in München große Niederschlagsmengen in unterirdischen Regenrückhalte- und Regenüberlaufbecken zwischengespeichert und bei nachlassenden Niederschlag kontrolliert den Klärwerken zugeleitet. Die monatliche Wartung erfolgt durch einen Mitarbeiter der Münchner Stadtentwässerung, drei bis vier Mal im Jahr stehen größere Reinigungsarbeiten an.

## Sonstiges
Das Becken soll ein Drehort im Film Zabou aus der Tatort-Reihe mit Horst Schimanski gewesen sein.